# Володимирівка (Баранівська міська громада)
Володи́мирівка — село в Україні, у Баранівській міській територіальній громаді Звягельського району Житомирської області. Чисельність населення становить 119 осіб (2001).

## Населення
Відповідно до результатів перепису населення СРСР, кількість населення станом на 12 січня 1989 року становила 126 осіб. Станом на 5 грудня 2001 року, відповідно до перепису населення України, кількість мешканців села становила 119 осіб.

## Історія
Станом на 1 жовтня 1941 року — населений пункт Суємецької сільської ради Баранівського району Житомирської області. На 1 вересня 1946 року — хутір Суємецької сільської ради. 30 грудня 1962 року, в складі сільської ради, увійшло до Новоград-Волинського району Житомирської області, 8 грудня 1966 року повернуте до складу відновленого Баранівського району.
27 липня 2016 року село увійшло до складу новоствореної Баранівської міської територіальної громади Баранівського району Житомирської області. Від 19 липня 2020 року, разом з громадою, в складі новоствореного Новоград-Волинського (згодом — Звягельський) району Житомирської області.